# Рудник (Грчка)
Рудник (грч. Ανάργυροι, Анаргири) је насеље у Грчкој у општини Суровичево, периферија Западна Македонија. Према попису из 2021. било је 357 становника.
На попису из 1940. године Рудник је имао 475 становника, од чега Словеви чене трећину а остало су грчке избеглице из Албаније.

## Становништво
| Година       | 1951 | 1961 | 1971 | 1981 | 1991 | 2001 | 2011 |
| ------------ | ---- | ---- | ---- | ---- | ---- | ---- | ---- |
| Становништво | 466  | 510  | 352  | 406  | 461  | 498  | 452  |